# Цурцумия, Марина Романовна
Марина Романовна Цурцумия (род. в 1964) — российский кинорежиссёр и сценарист.

## Биография
Марина Цурцумия родилась 3 февраля 1964 г. в Москве. В 1987 г. окончила ВГИК. Работала в рекламе.

## Благотворительность
Марина Цурцумия является членом попечительского совета московского благотворительного фонда помощи хосписам «Вера».

## Фильмография

### Режиссёрские работы
- 1990 — Доминус
- 1990 — Чёртово колесо
- 1992 — Только смерть приходит обязательно (по повести Г.Гарсиа Маркеса Полковнику никто не пишет)
- 2008 — Откуда берутся дети?

### Сценарии
- 1990 — Доминус
- 1990 — Чёртово колесо